# Beautheil
Beautheil település Franciaországban, Seine-et-Marne megyében. Lakosainak száma 663 fő (2018. január 1.). Beautheil Saints, Vaudoy-en-Brie, Amillis, Chailly-en-Brie és Coulommiers községekkel határos.

## Népesség
A település népességének változása:
| Lakosok száma | 736  | 716  | 711  | 670  | 663  |
|               | 2013 | 2015 | 2016 | 2017 | 2018 |